# Parostwa w Zjednoczonym Królestwie
Parostwo (ang. Peerage) – w brytyjskim systemie prawnym grupa szlachty obdarzonej tytułami szlacheckimi, w drodze dziedziczenia lub nadania, która daje im prawo do zasiadania w Izbie Lordów. Osobę obdarzoną parostwem określa się mianem "para królestwa" (Peer of the realm). Prawo nadawania tytułu parowskiego posiada monarcha. Nowe dziedziczne parostwa przyznawane są wyłącznie członkom rodziny królewskiej. Ostatnim takim wypadkiem było nadanie księciu Williamowi tytułu księcia Cambridge w dniu jego ślubu. Monarcha sam w sobie nie może należeć do grupy parów, choć formalnie każdy brytyjski władca jest równocześnie księciem Lancaster.
W Zjednoczonym Królestwie istnieje pięć parostw:
- Parostwo Anglii – tytuły stworzone przez królów i królowe Anglii przed Aktami Unii z 1707 roku.
- Parostwo Szkocji – tytuły stworzone przez królów i królowe Szkocji przed 1707 rokiem.
- Parostwo Wielkiej Brytanii – tytuły stworzone dla Królestwa Wielkiej Brytanii między 1707 a 1801 rokiem.
- Parostwo Irlandii – tytuły stworzone dla Królestwa Irlandii przed Aktami Unii z  1801 roku, oraz niektóre tytuły stworzone później.
- Parostwo Zjednoczonego Królestwa – większość tytułów stworzonych od 1801 roku do chwili obecnej.

Wśród parów istnieje pięciorangowa hierarchia: najwyżej stoją osoby szczycące się tytułem księcia, po nich następują markizowie, hrabiowie, wicehrabiowie i na końcu baroni.
Od 1999 liczba parów dziedzicznych mających prawo zasiadania w Izbie Lordów została ograniczona do 92. Dwóch z nich mianuje monarcha na stanowisko Lorda Marszałka i Lorda Wielkiego Szambelana. 15 wybiera cała Izba Lordów w celu pełnienia funkcji zastępcy Spikera, zaś pozostałych wybierają zasiadający aktualnie w Izbie Lordów parowie dziedziczni według podziału na frakcje (42 frakcja Partii Konserwatywnej, 2 frakcja Partii Pracy, 3 frakcja Liberalnych Demokratów, 28 zaś frakcja lordów bezpartyjnych). Obok parów dziedzicznych występują od 1958 roku parowie dożywotni (ang. life peers), od początku mogły zostać nimi również kobiety. Od 1963 roku kobiety mogą również dziedziczyć tytuły parowskie, wprowadzono wówczas również możliwość zrzeczenia się odziedziczonego parostwa. Parowie dożywotni powoływani są przez monarchę na wniosek premiera. 
W systemie angielskim tytuły szlacheckie przysługuje jedynie osobom, które je odziedziczyły lub zostały nimi obdarzone. Małżonkowie i dzieci para otrzymują tzw. tytuły kurtuazyjne pochodzące od tytułu szlacheckiego para.

## Historia powstania
Po zdobyciu tronu Anglii w 1066 roku Wilhelm Zdobywca podzielił ziemię na posiadłości, które przekazał swoim normańskim baronom. Baronowie ci byli wzywani przez króla, aby mu doradzać. Tak powstała Rada Królewska(łac. Curia Regis), która zastąpiła występującą u królów anglosaskich Wielką Radę (łac. Magnum Concilium), a także z wcześniejszego witenagemot. Z biegiem czasu Rada przekształciła się w Izbę Lordów. W XIV wieku wraz z powstaniem Izby Gmin ukształtował się bikameralny Parlament. Do Izby Gmin wchodzili przedstawiciele miast i hrabstw, zaś do Izby Lordów tzw. Lordowie Duchowni (arcybiskupi i biskupi) oraz Lordowie Docześni (szlachta).
Ziemie i tytuły baronów przechodziły na najstarszego syna zgodnie z systemem primogenitury. W 1337 roku Edward III stworzył utworzył pierwsze księstwo – księstwo Kornwalii, jego księciem uczynił swojego najstarszego syna. Tytuł ten dziś przysługuje najstarszemu synowi panującego władcy, obecnie jest to książę William.

## Rangi

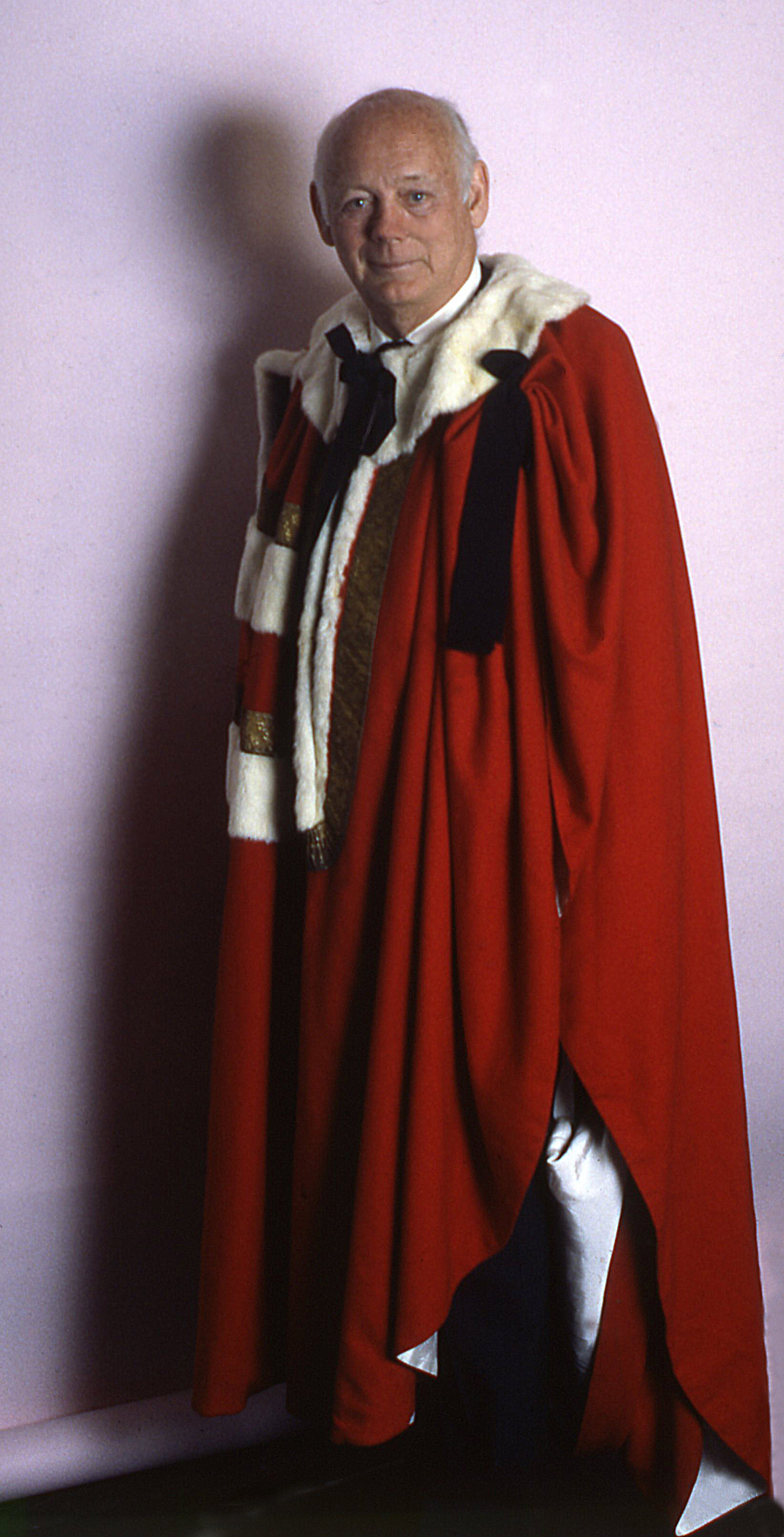
Edward Douglas-Scott-Montagu, 3. Baron Montagu of Beaulieu w szatach parlamentarnych oznaczających rangę barona

Parowie, w zależności od posiadanego tytułu, dzielą się na pięć rang:
- Książę (ang. Duke, od łac. dux – wódz) – najwyższa i najważniejsza ranga. Od momentu jego powstania w XIV wieku było niespełna 500 książąt. Obecnie parostwo liczy zaledwie 27 księstw, będących w posiadaniu 24 różnych osób. Żonie księcia przysługuje tytuł "księżnej" (ang. duchess). Poprawny sposób formalnego zwracania się do księcia lub księżnej to Your Grace (pol. Wasza Łaskawość). Najstarszy syn księcia używa jednego z tytułów niższych księcia, podczas gdy inne dzieci używają honorowego tytułu Lord lub Lady przed swoimi chrześcijańskimi imionami. W języku polskim nie odróżnia się angielskich tytułów duke i prince, oba tłumacząc jako "książę"; ta różnica ma duże znaczenie ponieważ tytuł prince przysługuje jedynie potomkom panującego monarchy oraz związany jest z godnością księcia Walii (ang. Prince of Wales). Z tego powodu angielski tytuł duke, tłumaczy się czasem w tekstach polskich jako "diuk".

- Markiz (ang. Marquess, z fr. marquis – marchia) – tytuł odnosi się do marchii tworzonych na granicach pomiędzy Walią, Anglią i Szkocją. Żonie markiza przysługuje tytuł "markizy" (ang. marchioness). Najstarszy syn markiza używa jednego z tytułów niższych ojca, podczas gdy inne dzieci używają honorowego tytułu Lord lub Lady przed swoimi chrześcijańskimi imionami.

- Hrabia (ang. Earl, od anglosaskiego eorl – dowódca wojskowy). Poprawna forma zwracania się to Lord [X]. Żona earla jest hrabiną (ang. countess), i przysługuje je zwrot Lady [X]. Najstarszy syn używa jednego z tytułów niższych hrabiego, młodsi tytułowani są Honorable (pol. Szanowny). Córki przyjmują honorowy tytuł Lady przed swoim chrześcijańskim imieniem.

- Wicehrabia (ang. Viscount, od łac. vicecomes – wicehrabia). Żona wicehrabiego to wicehrabina (ang. viscountess). Do wicehrabiego lub wicehrabiny zwraca się jako Lord [X] lub Lady [X]. Również w tym przypadku najstarszy syn używa jednego z tytułów pomocniczych wicehrabiego (jeśli taki istnieje), podczas gdy wszystkie inne dzieci tytułowane są Honorable (pol. Szanowny).
- Baron (ang. Baron, od staroniemieckiego baro – wolny człowiek). Zwracając się do posiadacza tytułu nie używa tytułuje się go baronem, tylko używa się zwrotu Lord. Żona barona jest baronową (ang. baroness), przysługuje jej tytuł Lady, a wszystkie dzieci tytułowane są Honorable (pol. Szanowny).

Baroneci (ang. Baronet) nie wchodzą w skład parostw brytyjskich, są jedynym dziedzicznym tytułem szlacheckim, który nie jest do nich zaliczany.